# Impatiens khasiana
Impatiens khasiana är en balsaminväxtart som beskrevs av Joseph Dalton Hooker. Impatiens khasiana ingår i släktet balsaminer, och familjen balsaminväxter. Inga underarter finns listade i Catalogue of Life.